# 誰かの幸せ
『誰かの幸せ』（だれかのしあわせ、Le Bonheur des uns...、英題：A Friendly Tale）は2020年のフランスのコメディ映画。
監督はダニエル・コーエン、出演はベレニス・ベジョとヴァンサン・カッセルなど。
愛情や友情で結ばれた男女4人組のうち、ある女性が作家に転身して成功したために、4人の関係が変化していく姿を描いた群像劇。
原作は本作の監督であるダニエル・コーエンによる舞台劇『L'île flottante』。
日本では劇場公開されず、2021年6月10日にWOWOWで『誰かの幸せ / A Friendly Tale(英題)』のタイトルで放映された。なお、放映に先立ち、同年5月28日に放送されたWOWOWの映画情報番組『斎藤工×板谷由夏 映画工房』において日本語タイトルが『誰かの幸せ』と決められた。なお、原題の「Le Bonheur des uns...」を日本語に直訳すると「ある人の幸せは…」である。

## ストーリー
ショッピングモール内の服飾店で店員として働くレアは別の店舗の店長への昇進が期待されている。そんな彼女の趣味はモール内を行き交う人々を観察することで、それをもとに小説を執筆していた。それを知った恋人マルクをはじめ、レアの幼なじみで親友のカリーヌも、カリーヌの夫フランシスも、大人しく優柔不断で平凡なレアが作家になれるはずはないと高を括っていたが、レアの処女作は大手出版社から出版されると、大ベストセラーとなって賞をもらうまでになる。レアが成功者となったことで、仲の良かった4人の関係は大きく変化する。
レアが有名になり、金持ちとなったのが面白くないマルクは、仕事で大きな挫折を味わったこともあり、一方的にレアに別れを告げる。また、幼い頃からレアを妹のように思っていたカリーヌは嫉妬のあまり、レアと距離を置くようになる。
レアと別れたマルクは初めてレアの処女作を最後まで読み、その内容に感動する。そして自分の狭量さを思い知らされたマルクはレアのサイン会に赴き、その場で深く詫びる。こうして2人は復縁し、マルクはレアの新居である豪邸でともに暮らすようになる。
レアとマルクはカリーヌとフランシスを家に招待する。その場でレアの2作目の感想を訊ねられたカリーヌは、辛辣な言葉を返すと、レアは変わってしまったと責める言葉を残して出て行ってしまう。
しばらくして、カリーヌはレアに対抗して作家を目指そうとしたが全く才能がないことに気付いて始めたランニングが思いの外に成果を上げ、ついにはマラソン大会で優勝するまでになる。フランシスもカリーヌに同調して作曲や彫刻、盆栽などを始めたものの全て挫折し、その後に始めた料理に目覚めると、レストランを開くまでになる。ようやく自分のレアに対する気持ちを整理できるようになったカリーヌはレアと和解する。一方、レアは以前と変わらず、控えめで大人しく、優柔不断なままだったが、自分たち4人をモデルに次回作を執筆していることが明かされる。

## キャスト
- レア: ベレニス・ベジョ - 服飾店の店員。
- マルク: ヴァンサン・カッセル - レアの恋人。
- カリーヌ: フロランス・フォレスチ（フランス語版） - レアの幼馴染みの親友。
- フランシス: フランソワ・ダミアン（フランス語版） - カリーヌの夫。
- ポール: ダニエル・コーエン - レアの上司。

## 作品の評価
アロシネによれば、フランスの11のメディアによる評価の平均点は5点満点中2.9点である。